# Пісок (Золочівський район)
Пісо́к — село в Україні, Львівській області, Золочівському районі.